# Torrent de la Casanova (Castellcir)

El Torrent de la Casanova, respecte del terme de Castellcir

El torrent de la Casanova, o de la Casanova del Castell, és un torrent del terme municipal de Castellcir, a la comarca del Moianès.
Es forma a prop i a llevant dels Camps de la Casa Nova i de la Casanova del Castell, en el vessant occidental del Serrat Rodó, i fa la volta pel nord al Pla de Bruga per tal d'apropar-se al costat de llevant de la Casanova del Castell, des d'on s'adreça cap al sud-oest resseguint tot el vessant oriental del Serrat del Colom. Quan arriba al capdavall d'aquest serrat, gira cap a ponent, i al cap de poc s'aboca en la riera de Castellcir.